# Serge Blanco
Serge Blanco (Caracas, 31 de agosto de 1958) é um ex-jogador franco-venezuelano de rugby union, onde defendeu a seleção francesa.
Foi um símbolo dos Bleus na década de 1980, sendo campeão invicto do Cinco Nações em 1981 e 1987. Neste mesmo ano, foi determinante na classificação da França à final da primeira Copa do Mundo de Rugby, após uma semifinal contra a anfitriã Austrália: este fullback, que também atuava como ponta, anotou o try que eliminou os australianos. Ao todo, marcou 233 pontos em 91 jogos pela França, entre 1980 e 1991. Em 2011, entrou para o Hall da Fama da International Rugby Board.
A nível de clubes, atuou pelo Biarritz Olympique, do qual tornaria-se presidente. Tem projetos para a construção do primeiro estádio de rugby para 90 mil pessoas na França  e tem bastante influência na federação francesa deste esporte.